# Adelges lapidarius
Adelges lapidarius är en insektsart som först beskrevs av Fabricius 1803.  Adelges lapidarius ingår i släktet Adelges och familjen barrlöss. Inga underarter finns listade i Catalogue of Life.